# غرطر مشطرج
غرطر مشطرج (الاسم العلمي: Thamnophis marcianus) (بالإنجليزية: checkered garter snake )‏ هو نوع من الزواحف يتبع جنس الغرطر من فصيلة الأحناش.